# 鈴木正恒
鈴木 正恒（すずき まさつね、生年不詳 - 天保7年3月27日（1836年5月12日））は、江戸時代後期の旗本。通称は伝市郎。知行は200俵で、佐渡奉行時代はほかに役料1500俵100人扶持。
文化9年より文化11年まで伊豆代官を務める。勘定吟味役より文政11年（1828年）12月8日、佐渡奉行となった。天保7年佐渡で没した。墓所は相川の総源寺。